# Bermudamysis speluncola
Bermudamysis speluncola là một loài động vật giáp xác thuộc họ Mysidae, đặc hữu của Bermuda, và loài duy nhất thuộc chi Bermudamysis .